# Titularerzbistum Sardes
Sardes (ital.: Sardi) ist ein Titularerzbistum der römisch-katholischen Kirche. 
Es geht zurück auf einen antiken Bischofssitz in der Stadt Sardes, die sich in der kleinasiatischen Landschaft und spätantiken römischen Provinz Lydien befand. 
| Titularerzbischöfe von Sardes |                                |                                                                                   |                    |                    |
| Nr.                           | Name                           | Amt                                                                               | von                | bis                |
| 1                             | Domenico Invitti               |                                                                                   | 5. September 1725  |                    |
| 2                             | Binkentios Coressi             | Koadjutorvikar von Konstantinopel Apostolischer Vikar von Konstantinopel (Türkei) | 12. Oktober 1814   | 7. März 1835       |
| 3                             | Francesco Saverio Pescetto OCD | Apostolischer Vikar von Malabar (Indien)                                          | 10. April 1840     | 7. Dezember 1844   |
| 4                             | Jean-Marie Mioland             | Koadjutorerzbischof von Toulouse (Frankreich)                                     | 2. April 1849      | 29. September 1851 |
| 5                             | Pietro Gianelli                | Kurienerzbischof                                                                  | 5. April 1858      | 31. März 1875      |
| 6                             | Filippo Manetti                | Kanoniker der Lateranbasilika                                                     | 17. September 1875 | 28. September 1879 |
| 7                             | Vincenzo Vannutelli            | Apostolischer Vikar von Konstantinopel (Türkei) Apostolischer Nuntius             | 23. Januar 1880    | 4. Juni 1891       |
| 8                             | Salvatore Palmieri             | emeritierter Bischof von Rossano (Italien)                                        | 14. Dezember 1891  | 16. Januar 1893    |
| 9                             | Giulio Tonti                   | Apostolischer Administrator von Port-au-Prince (Haiti)                            | 15. Juli 1893      | 1. Oktober 1894    |
| 10                            | Giovanni Ponzi                 | Kanoniker der Lateranbasilika                                                     | 18. März 1895      | 8. April 1896      |
| 11                            | Benedetto Lorenzelli           | Apostolischer Nuntius                                                             | 30. November 1896  | 14. November 1904  |
| 12                            | Giuseppe Aversa                | Apostolischer Nuntius                                                             | 25. Mai 1906       | 12. April 1917     |
| 13                            | Eugenio Pacelli                | Apostolischer Nuntius                                                             | 20. April 1917     | 16. Dezember 1929  |
| 14                            | Arthur Hinsley                 | Apostolischer Delegat                                                             | 9. Januar 1930     | 1. April 1935      |
| 15                            | Antonino Arata                 | Apostolischer Nuntius                                                             | 11. Juli 1935      | 25. August 1948    |
| 16                            | Giovanni Urbani                | Weihbischof in Venedig (Italien)                                                  | 27. November 1948  | 14. April 1955     |
| 17                            | Giuseppe Maria Sensi           | Apostolischer Nuntius                                                             | 21. Mai 1955       | 24. Mai 1976       |